# Načelnik Glavnog stožera Oružanih snaga Republike Hrvatske
Načelnik Glavnog stožera Oružanih snaga Republike Hrvatske nalazi se na čelu Glavnog stožera Oružanih snaga koje je zajedničko tijelo Oružanih snaga Republike Hrvatske osnovano u okviru Ministarstva obrane zaduženo za pripremu, zapovijedanje i uporabu Oružanih snaga. Načelnika Glavnog stožera imenuje vrhovni zapovjednik, Predsjednik Republike Hrvatske, kojemu je načelnik Glavnog stožera glavni vojni savjetnik. Načelnik Glavnog stožera imenuje se na razdoblje od četiri godine i ne može biti ponovno imenovan.
Načelnik Glavnog stožera treća je osoba u zapovjednom lancu i kao takva ima ovlasti punopravno zapovijedati Oružanim snagama Republike Hrvatske na temelju zapovijedi Predsjednika Republike Hrvatske, odluka ministra obrane i na temelju odredbi koje mu zakoni ovlaste. Načelnik Glavnog stožera odgovoran je predsjedniku i ministru obrane za provedbu naredbi i istodobno ih obavješćuje o aktima koji se odnose na uporabu oružanih snaga.
Ako ministar obrane ne provodi zapovijedi vrhovnog zapovjednika, vrhovni zapovjednik može ostvarivati zapovijedanje Oružanim snagama neposredno preko načelnika Glavnog stožera. U stanju neposredne ugroženosti i ratnom stanju vrhovni zapovjednik izravno izdaje zapovijedi načelniku Glavnog stožera te istodobno obavješćuje ministra obrane o izdanim zapovijedima. Načelnik Glavnog stožera za provedbu zapovijedi odgovara vrhovnom zapovjedniku.
Jedna od samostalnih radnji koju načelnik Glavnog stožera može poduzeti jest narediti privremenu pripravnost dijela Oružanih snaga Republike Hrvatske u slučaju opasnosti od katastrofa, velikih nesreća i nesreća, o čemu će odmah obavijestiti predsjednika Republike i ministra obrane.
Trenutni načelnik Glavnog stožera je general-pukovnik Tihomir Kundid koji se nalazi na toj funkciji od 8. ožujka 2024. 

## Dosadašnji načelnici GS OS RH
| Ime i prezime                                   | Slika | Od                  | Do                  |
| ----------------------------------------------- | ----- | ------------------- | ------------------- |
| Stožerni general Anton Tus                      |       | 21. rujna 1991.     | 20. studenog 1992.  |
| Stožerni general Janko Bobetko                  |       | 20. studenog 1992.  | 15. srpnja 1995.    |
| Stožerni general Zvonimir Červenko              |       | 15. srpnja 1995.    | 11. studenog 1996.  |
| General zbora Pavao Miljavac                    |       | 11. studenog 1996.  | 14. listopada 1998. |
| Admiral Davor Domazet-Lošo                      |       | 14. listopada 1998. | 10. ožujka 2000.    |
| Stožerni general Petar Stipetić                 |       | 10. ožujka 2000.    | 30. prosinca 2002.  |
| General zbora Josip Lucić                       |       | 31. prosinca 2002.  | 16. siječnja 2008.  |
| General pukovnik Slavko Barić Vršitelj dužnosti |       | 17. siječnja 2008.  | 28. veljače 2008.   |
| General zbora Josip Lucić                       |       | 28. veljače 2008.   | 1. ožujka 2011.     |
| General zbora Drago Lovrić                      |       | 1. ožujka 2011.     | 1. ožujka 2016.     |
| General zbora Mirko Šundov                      |       | 1. ožujka 2016.     | 29. veljače 2020.   |
| Admiral Robert Hranj                            |       | 1. ožujka 2020.     | 7. ožujka 2024.     |
| General pukovnik Tihomir Kundid                 |       | 8. ožujka 2024.     | —                   |

## Vanjske poveznice
- Informacije o Glavnom stožeru OSRH